# Tokat (tartomány)
Tokat tartomány Törökország egyik tartománya a Fekete-tengeri régióban, székhelye Tokat városa. Északnyugaton Amasya, délnyugaton Yozgat, délkeleten Sivas, északkeleten pedig Ordu határolja.

## Körzetei
A tartománynak 12 körzete van:
- Almus
- Artova
- Başçiftlik
- Erbaa
- Niksar
- Pazar
- Reşadiye
- Sulusaray
- Tokat
- Turhal
- Yeşilyurt
- Zile